# Anne B. Ragde
Œuvres principales
- La Terre des mensonges

Anne Birkefeldt Ragde, née le 3 décembre 1957 à Odda, est une écrivaine norvégienne, auteur de plus de 40 ouvrages — livres pour enfants et romans.

## Biographie
Anne Birkefeldt Ragde a tout d'abord été professeur de communication à l'université de Trondheim. Ses débuts en littérature datent de 1986 avec un livre pour enfants intitulé Hallo! Her er Jo (Bonjour, voici Jo !). Depuis lors, elle a écrit plusieurs livres pour enfants et adolescents, et parmi ceux-ci une biographie de Sigrid Undset, pour laquelle elle a reçu le prix Brage.
Son premier roman destiné aux adultes, En tiger for en engel (Un tigre pour un ange), a été publié en 1990. Elle a écrit plusieurs romans, des thrillers et des recueils de nouvelles. Son roman La Terre des mensonges a reçu un accueil très chaleureux des lecteurs et des critiques, en Norvège comme en France ; le livre a par ailleurs été traduit en plus de 20 langues. Ce roman a été recensé avec chaleur par le Financial Times le 28 avril 2008. Avec La Ferme des Neshov (prix des libraires de Norvège en 2005) et L'Héritage impossible, cette trilogie a rencontré un vif succès et a fait l'objet d'une adaptation télévisuelle, suivie par plus d'un million de téléspectateurs norvégiens.

## Œuvres

### Romans
- Je m'appelle Lotte et j'ai huit ans, Balland, 2012 ((no) En tiger for en engel, 1990), trad. Hélène Hervieu, 240 p.  (ISBN 978-2353151455)
- (no) Før jeg kommer tilbake, 1994
- Zona frigida, Balland, 2011 ((no) Zona frigida, 1995), trad. Hélène Hervieu et Eva Sauvegrain, 395 p.  (ISBN 978-2353151059)
- (no) Bunnforhold, 1997
- (no) Jeg vinket ikke, jeg druknet, 1998
- Un jour glacé en enfer, Balland, 2010 ((no) En kald dag i helvete, 1999), trad. Hélène Hervieu, 301 p.  (ISBN 978-2353150892)
- (no) Lille Petter Edderkopp, 1999
- La Tour d'arsenic, Balland, 2011 ((no) Arsenikktarnet, 2001), trad. Jean Renaud, 522 p.  (ISBN 978-2353151363)
- (no) Dr. Zellwegers gave, 2002
- La Terre des mensonges, Balland, 2009 ((no) Berlinerpoplene, 2004), trad. Jean Renaud, 370 p.  (ISBN 978-2353150397)
- La Ferme des Neshov, Balland, 2010 ((no) Eremittkrepsene, 2005), trad. Jean Renaud, 379 p.  (ISBN 978-2353150687)
- L'Héritage impossible, Balland, 2010 ((no) Ligge i grønne enger, 2007), trad. Jean Renaud, 348 p.  (ISBN 978-2353150823)
- (no) Nattønsket, 2009
- Je ferai de toi un homme heureux, Balland, 2013 ((no) Jeg skal gjøre deg så lykkelig, 2011), trad. Hélène Hervieu, 336 p.  (ISBN 978-2353151776)
- Sa Majesté maman, Fleuve, 2016 ((no) Jeg har et teppe i tusen farger, 2014), trad. Hélène Hervieu, 336 p.  (ISBN 978-2-265-09920-3)
- L’Espoir des Neshov, Fleuve, 2017 ((no) Alltid tilgivelse, 2016), trad. Hélène Hervieu, 360 p.  (ISBN 978-2-823-85587-6)
- Un amour infaillible, Fleuve, 2018 ((no) Liebhaberne, 2017), trad. Hélène Hervieu, 357 p.  (ISBN 978-2-265-11801-0)
- Les Liens éternels, Fleuve, 2020 ((no) Datteren, 2019), trad. Hélène Hervieu, 365 p.  (ISBN 978-2-265-15480-3)